# Rumania en los Juegos Olímpicos de Innsbruck 1976
Rumanía estuvo representada en los Juegos Olímpicos de Innsbruck 1976 por un total de 32 deportistas que compitieron en 4 deportes.  
El portador de la bandera en la ceremonia de apertura fue el biatleta Gheorghe Gârniță. El equipo olímpico rumano no obtuvo ninguna medalla en estos Juegos.